# Jakov (praotac)
Jakov (hebr. יַעֲקֹב ja‘ǎqōb), kasnije nazvan i Izrael (hebr. ישראל Yiśrāʾēl), izraelski je patrijarh, drugi sin Izaka i Rebeke, otac dvanaestorice sinova, rodozačetnika 12 izraelskih plemena.
Izvještaj o Jakovu nalazi se u Petoknjižju, u Knjizi Postanka.

## Etimologija
Ime Jakov dolazi od hebrejske riječi יַעֲקֹב (ja‘ǎqōb) što znači “onaj koji hvata petu”.

## Jakovljev ciklus u Bibliji
Jakov je Izakov i Rebekin sin, brat blizanac Ezavov. Rodio se držeći brata za petu (Post 25,24-26). Zamjenjuje Ezava otkupivši od njega pravo prvorodstva za tanjur leće (Post 25,29-34), a potom na prijevaru izmamljuje od Izaka, koji je oslijepio, blagoslov namijenjen starijem sinu (Post 27,1-40). U strahu pred bratovom osvetom bježi u Haran Rebekinom bratu Labanu (Post 27,41-45).
Na putu, u Betelu u snu vidi ljestve po kojima se penju anđeli koji služe Bogu. Bog ga blagoslivlje i obećava mu brojno potomstvo (Post 28,10-20).
Zaljubivši se u Rahelu, kćer svoga ujaka Labana, zatraži je za ženu i ovaj mu je obeća ako mu bude služio sedam godina. Po isteku tog vremena Laban ga prevari davši mu za ženu svoju stariju kćer Leu, pa Jakov mora služiti još sedam godina za Rahelu (Post 29,15-30). Daljnjih sedam godina služio je za svoj posjed, stada.
Jakov je s Leom imao šest sinova koji su se zvali Ruben, Šimun, Levi, Juda, Jisakar i Zebulun i jednu kćer Dinu, s Rahelinom sluškinjom Bilhom imao je dva sina, jedan se zvao Dan, a drugi Naftali, s Leinom sluškinjom Zilpom također je imao dva sina, zvali su se Gad i Ašer, a i s voljenom Rahelom imao je dva sina Josipa i Benjamina.
Na povratku u svoju zemlju Jakov se bori s nepoznatim čovjekom (Post 32,25-31), u kojem prepoznaje Boga. Tada ga je Bog blagoslovio i promijenio mu ime u Izrael 
“Onaj koji se bori s Bogom”, jer se hrabro borio i s Bogom i s ljudima. Pomirio se s bratom Ezavom i nastanio u Šekemu.
Potkraj svoga života, u doba velike gladi,  Jakov odlazi u Egipat na poziv sina Josipa. Prije smrti blagoslivlje svojih dvanaest sinova (Post 49,1-28), pretke istoimenih dvanaest izraelskih plemena.

## Jakov kao rodozačetnik Izraela
U Jakovljevoj je osobi etiološki opisana sudbina izraelskog naroda.
Kada se Jakov borio s Bogom, primio je ime Izrael što prema tumačenju samog teksta znači: “Borac protiv Boga”, ali bi etimološki bolje značenje bilo: “Neka se Bog pokaže jakim”.
Nakon smrti kralja Salomona izraelsko se kraljevstvo podijelilo na dva dijela: Kraljevstvo Izrael na sjeveru i Kraljevstvo Juda na jugu. Tada je ime Izrael označavalo dio pučanstva. Nakon propasti Sjevernog kraljevstva ime Izrael kao kao vjersko obilježje prelazi na narod Južnog kraljevstva Judeje, kasnije na narod u izgnanstvu, koji po povratku zadržava to ime kao vjersko obilježje što je i kasnije, sve do danas, ostalo ime za Židove. Ono sadrži prema židovskom shvaćanju teme: izabranje, savez i mesijanska nada.
Proroci Izaija (Iz 10,21; 14,1; 40,27; 41,8.14; 42,24) i Mihej (Mih, 5,6-7) spominju Jakova kao simbol za Izraelski narod koji je njegovo potomstvo. 